# Nymphon pleodon
Nymphon pleodon är en havsspindelart som beskrevs av Stock, J.H. 1962. Nymphon pleodon ingår i släktet Nymphon och familjen Nymphonidae. Inga underarter finns listade i Catalogue of Life.